# Пинка, Янис Петрович
Янис Петрович Пинка (латыш. Jānis Pinka; 27 февраля 1930 года, хутор Межсетас, Латвия — 21 января 2017 года, Латвия) — тракторист колхоза «Алаукстс» Цесисского района Латвийской ССР. Герой Социалистического Труда (1972). Депутат Верховного Совета СССР 10-го созыва. Депутат Верховного Совета Латвийской ССР.

## Биография
Родился в 1930 году в крестьянской семье на хуторе Межсетас около села Вецпиебалга.
Член КПСС.
Указом Президиума Верховного Совета СССР от 13 декабря 1972 года удостоен звания Героя Социалистического Труда «за большие успехи, достигнутые в увеличении производства и продажи государству зерна, других продуктов земледелия, и проявленную трудовую доблесть на уборке урожая» с вручением ордена Ленина и золотой медали Серп и Молот.
Избирался депутатом Верховного Совета Латвийской ССР от Вецпиебалгского избирательного округа N 164, Верховного Совета СССР 10-го созыва от Цессиского избирательного округа (1979—1984).
Умер в январе 2017 года.